# Sírjel
A sírjel a sír helyét jelölő és/vagy a halott emlékét őrző tárgy, a legegyszerűbb síremlék. Rendeltetése az eltemetett nyughelyének jelzése, egyúttal az elhunyt emlékének őrzése. Formája egyszerű: lap-, illetve oszlopszerű, díszítése minimális vagy egyáltalán nincs. Rendszerint szabad téren helyezik el: az épületekben többnyire előkelőket temetnek el, akik számára jóval bonyolultabb formájú, gazdagabban díszített síremlékeket állítanak. A jelző funkcióval összhangban rendszerint függőlegesen, alsó részét a talajba ásva állítják fel. Az európai kultúrkörben a vízszintesen eltemetett holttest feje felől állítják.
Anyaga többnyire egyszerű: kő vagy fa. A drágább anyagok a bonyolultabb síremlékekre jellemzőek. Az európai kultúrkörben a kőből faragott jel a sírkő, a fából ácsolt a fejfa.

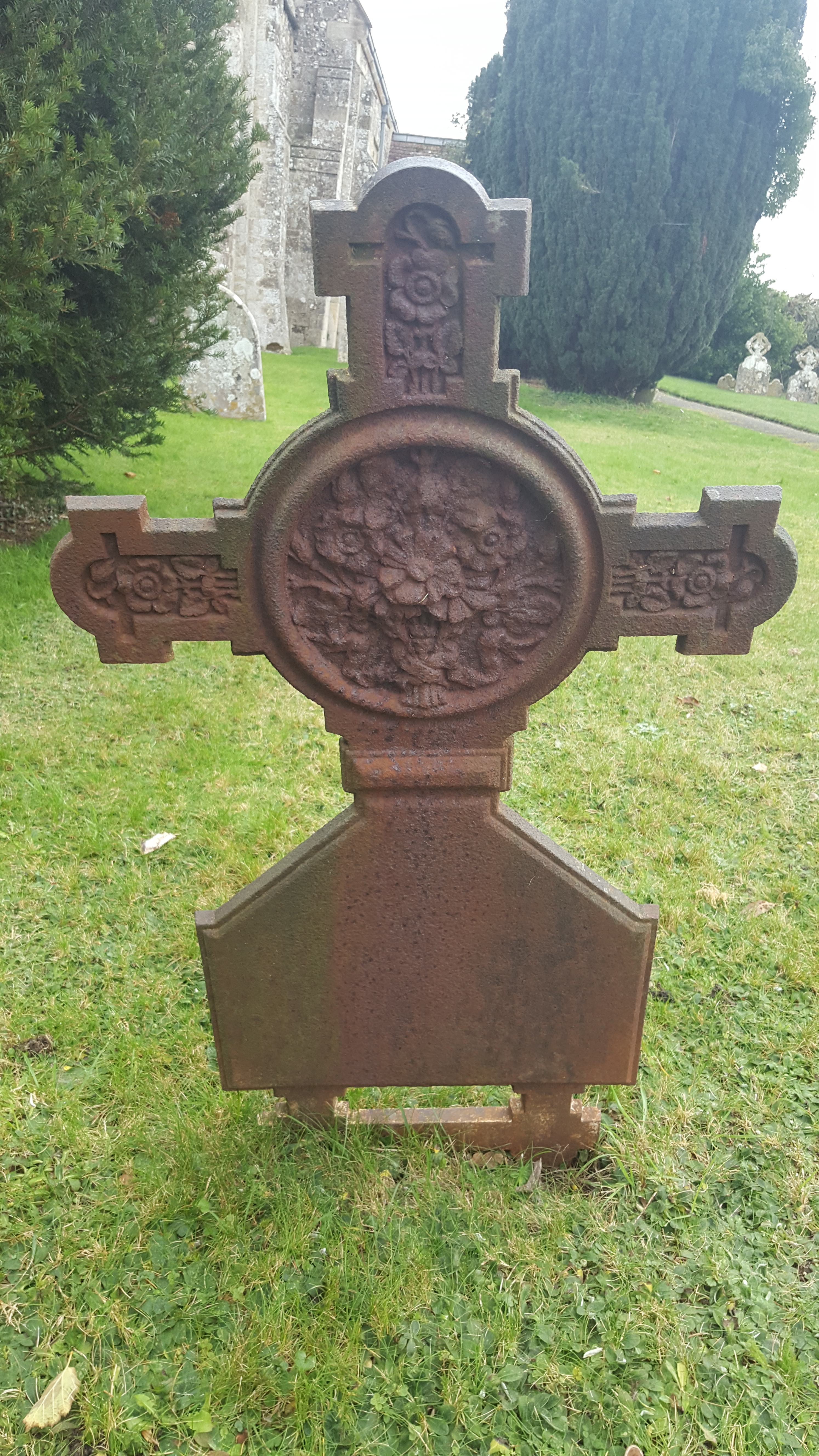
Viktoriánus stílusú öntöttvas sírkereszt a Salisbury-től északnyugatra épült South Newton szent Andrásról elnevezett temetőjében

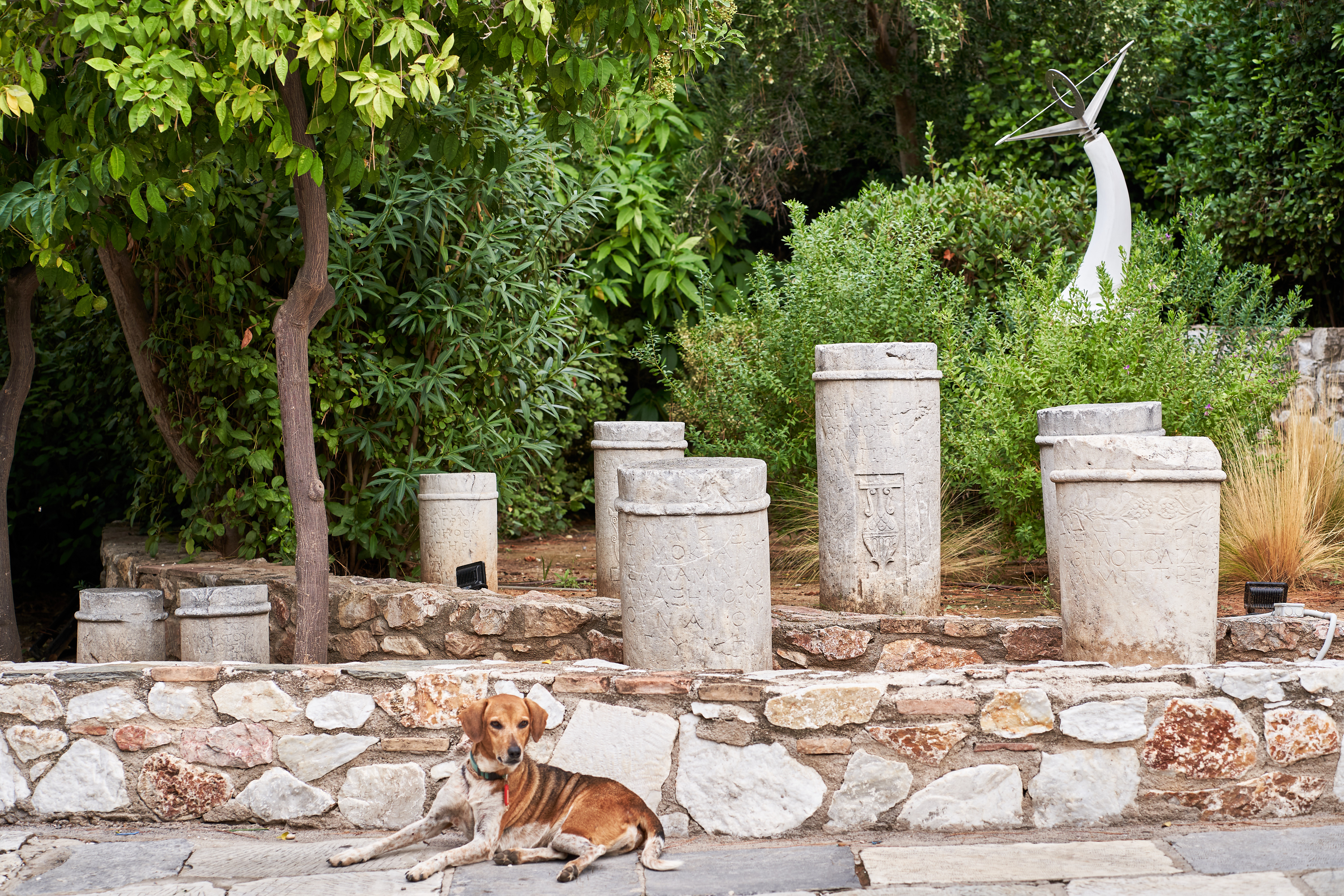
Ősi sírkövek a Görög Nemzeti Obszervatórium udvarán Athénban, a Múzsák dombján

## Története
Első formái már a kőkorszakban megjelentek. Ahogy a halottkultusz hiedelemvilága mind bonyolultabb lett, funkciója összetettebbé vált: már nemcsak azt egyszerűen jelezték vele, hogy az adott helyen nyugszik valaki, de azt is, hogy milyen vallású, felekezetű, kultúrájú az illető.

## A paraszti sírjelek formái
A rusztikus (paraszti) sírjelek formái a felekezeti hovatartozást jelzik:
- sírkereszt – római vagy görögkatolikus, görögkeleti (általában);
- csapott kereszt, ruszin kereszt – görögkeleti (elvétve);
- oszlop vagy tábla formájú sírkő, fejfa, kopjafa, gombfa, ill. sírtábla – protestáns,
- sírkő, sírtábla – zsidó.

A különböző szekták egy-egy hagyományos forma valamely sajátos változatát alakították ki maguknak. Valamennyi alaptípusnak falvanként, néprajzi csoportonként, földrajzi tájegységenként eltérő változatai alakultak ki. A legváltozatosabbak a protestáns sírjelek.

### Katolikus sírjelek
A katolikus sírokon leggyakoribb fajtája a sírkereszt, aminek alakja a latin, illetve görög kereszt valamilyen, gyakran módosult formája. A fa keresztek az ország valamennyi katolikus temetőjében megtalálhatók; a legarchaikusabbakat egy fatörzsből faragták ki. A két darabból készítettek legegyszerűbb változata az idegenek sírjaira tűzött, két egymásra guzsolt faágból alakított kódiskereszt.
A keresztet gyakran kovácsoltvas keresztszeg díszíti. Jellegzetes változatok a
- nyerges,
- tetejes,
- kalapos kereszt; ezen a két vízszintes szár végét deszka köti össze a felmagasodó középsővel.

Erdélyben, főként a Székelyföldön látható típusok:
- kávás,
- zsindelyes kereszt, amelyen a családi hovatartozást eltérő módon kifaragott zsindelylapok jelzik.

Erdélyben és az Őrségben helyenként még megtalálhatók a kúp alakú, fazsindelyes tetőzettel fedett keresztek.
A kőből formált paraszti keresztek ritkábbak a fából készülteknél. Domborművű díszeik a régebbi sírköveken:
- forgórózsa,
- rozetta,
- óra,
- Krisztus-fej;

egyes helyeken ezeket kiszorítja a szomorúfűz karcolt, festett ábrázolása. Általános az IHS betűkből képzett, vésett Krisztus-monogram.
A keresztet gyakran a korpusszal, illetve a Krisztus-fejjel faragják ki. Szokás volt a domborművek – a sírlátogató-megrendelő ízlése szerint – festése. Az alapot rendszerint fehérrel (újabban kályhaezüsttel), a domborműveket pirossal, kékkel, zölddel, feketével, arannyal mázolják be. A betűket feketével festik.
A Csíki-medence több falvában egyetlen kőből kifaragott, nagy pillérre állított kőkeresztek állnak a sírokon. Kalotaszeg nádasvölgyi községeiben a fiatal halottak sírkövére a mosósulykok, illetve gyalogszékek díszítéseihez hasonló virágmintákat, madarakat, rozettákat véstek, és a mintát néha színesre festették. Keszthely környékén a rezi és más kőbányákban fejtett kövekből az 1870-es évektől néha három méternél is magasabb emlékeket állítottak feszülettel, gyakran a férj és feleség védőszentjének alakjával. Ezeken az emlékeken a kor eklektikus egyházművészete a falusi megrendelők ikonográfiai elképzeléseivel keveredik; némelyiken az alakok az egykorú egyházművészet mintáitól elszakadva a népi fafaragásokra emlékeztetnek. A Mátra falvaiba a siroki kőbányából hoztak követ; ezek az emlékek későbbiek és kevésbé változatosak.
A kovácsolt sírkereszt alapformája a két, keresztirányban egymásra erősített laposvas. Elsősorban a keresztszárak metszéspontját díszítik kovácsolt rátétekkel, a középpontból sugárszerűen kiágazó illesztékekkel. Az öntöttvas keresztek a falvaktól távoli öntőműhelyekben készültek; ilyeneket – miként kőkereszteket is – csak a tehetősebbek állíthattak.

### Protestáns sírjelek
A protestánsok sírjain is a fából készült sírjelek a leggyakoribbak és legváltozatosabbak. Ezek neve
- Bánffyhunyadon fűfa,
- Kalotaszegen fűtül való fa,
- Debrecenben és a Hajdúságban főütül való fa,
- az Ormánságban fejefa.

A gombfa nevei:
- Magyarvalkón fejtül való fejgombfa,
- Kalotaszegen gombfa,
- a Duna–Tisza közén gombosfa;

ez a megnevezés a fejfa jellegzetes, gömb alakú fejrészére utal.
A kopjafa elnevezés Erdélyben a legáltalánosabb; a „kopja ”előtag az azonos nevű szálfegyverre utal. Első írásos említését 1543-ból ismerjük. A megnevezés e fejfatípus karcsú, általában csúcsosan végződő formájával magyarázható és egyúttal azzal a temetkezési szokással, hogy a koporsó előtt föld felé fordított kopját hordoztak, a koporsót két-két dárdarúdon vitték ki a temetőbe, és a rudakat elhantolás után a sír két végébe állították. A végvári magyar vitézek a 16. században a csatában elhunyt társuk sírja fölé tűzték annak lándzsáját, hogy ezzel is jelezzék: ott katona nyugszik.
A protestáns kopjafák alakítási lehetőségeit a fatörzs formája és a megmunkálás módja határolta be, de a szűkös lehetőségek között elképesztő formagazdagság alakult ki. Minden falunak megvannak a maga jellegzetes formái, illetve variánsai, amelyek szembetűnően különböznek a szomszédos települések temetőinek fejfáitól, de egyes közös formajegyek alapján tájegységi típusokat is elkülöníthetünk. A legfőbb jellegzetességek a rendszerezők 4 csoportot jelölnek ki.

#### Fatönkös fejfák
Ebben a csoportban a sírjel megtartja a farönk eredeti, zárt formáját. Az előlapot néhány hangsúlyos vízszintes osztás tagolja a két oldal és a hátlap tagolatlan; ezek feladata az előlap formai, plasztikai hatásának növelése. Az előlap fő szerkezeti egységei:
- a homlok/fejet
- az eresz/szemöldök/bajusz választja el a törzstől/hastól. Utóbbi alsó része a fatörzs eredeti vastagságának megfelelően kiszélesedik;
- a láb részben a földbe süllyed.

A fatönkös ~fejfák markáns plasztikai hatását mindenekelőtt a zárt forma adja. A felirat és a síkdíszítmények az előlapon vannak.
Elkészítéshez elégségesek a legegyszerűbb szerszámok (balta, faragóbárd) és a betűvéső. A magyarlakta terület református temetőiben általános.
Sajátos alcsoportjuk a csónak alakú fejfáké. Ezek felső része három oldalról csapott, így hegyes csúcsban végződik – ennek csónakorrhoz hasonló formájáról kapta a nevét. Az előlap homlokrésze olykor plasztikusan tagolt. Változatait a Tisza mentén és Kelet-Magyarországon találjuk; legismertebb példáit Szatmárcsekén (Szabolcs-Szatmár-Bereg megye).

#### Az oszlopos fejfák
Az oszlopos fejfáknak minden oldala egyformán faragott. Keresztmetszetük általában négyzet, ritkábban kör. Ugyancsak országszerte elterjedtek. Sok oszlopos fejfa tagolásában az emberi test arányait ismerhetjük fel. Az egyes szerkezeti részek helyi megnevezése is követi az emberi test főbb részeit: van a fejfának lába, törzse és feje. Az „emberalakú” fejfák szép példáit szolgáltatják Baranya, Somogy és Fejér megye református temetői. Szoborszerűen érettek a békési (Békés megye) régi református temető fejfái. A nem felismerhetően antropomorf fejfák részeinek nevei is gyakran az emberi testre utalnak, így Szőlősardón (Torna) megkülönböztetik a fejfa hasát, vállát, nyakát, homlokát, kontyát. Bodoson (Háromszék megyében) ismerik még a köldök, lapocka, bajusz megnevezéseket.
Jellegzetes alcsoport az oszlopos-rovásos fejfa, amely különösen a Felvidéken és Északkelet-Magyarországon terjedt el. Ennek előlapját párhuzamosan egymás alá rendezett bevágások tagolják, és ezeken rövid, függőleges vésőrovások sorakoznak egymás mellett. Szép példáit Gömörben, Tornában és Abaújban láthatjuk; a legismertebb alighanem a telkibányai változat. A bevágások valószínűleg az évszámot jelölték az erre használt ősi módon: a vízszintes osztások az évtizedeket, a függőleges rovások az egyes éveket jelölve mutatták, hány éves volt az elhunyt. A jelölés jelentése a 20. század végére a legtöbb helyen elhomályosult; már csak dísznek, cifraságnak tekintik és nevezik.
Ugyancsak e csoportba sorolhatók a gombos fejfák.
Elsősorban az Alföld délkeleti részén például Kisújszálláson és Kenderesen Szolnok megyében) ismeretes a csúcsos végű süveges fejfa, süvegfa, amely szoros rokonságot mutat az ugyane vidéken fellelhető „turbános” fejfatípussal. Utóbbinak szép példáit a szentesi (ugyancsak Szolnok megye) régi református temetőből ismertek.
Jellemzően a Bodrogköz és a Hegyköz református falvaiban a férfiak fejfájának vége ferdén csapott. Erre olykor deszkalapot szegeznek; ez a kalapos fejfa. Aggteleken az asszonyok fejfájának íves lezárását az előlap felől fúróval átluggatják; ez a dísz a „párta”.
Ugyancsak országszerte elterjedt a fejrészén négy oldalról bevágott tulipános fejfa, amelyet koronának is mondanak. Általában gyermekek, leányok, elvétve asszonyok sírját jelölik vele.

A karcsú, nyúlánk kopjafák keresztmetszetük négyszög vagy kör. Díszítő elemeiket a 20. század elején még színezték. Az Erdélyben elterjedt változatok általában zárt, nyugodt tagolású kompozíciók, díszítő elemeik mértaniak, szögletesek, zömökek. A Duna–Tisza közén, például a monori református oknál és részben a szlávok lakta, evangélikus falvakban (Alberti, Irsa, Pilis – Pest megye) kopjafák részformáik inkább lekerekítettek, íveltek, és általában a keresztmetszetük is kör.

#### Táblás fejfák

Egy sor sír fejkövekkel és lábkövekkel Snailwellben (Kelet-Cambridgeshire)

A táblás fejfák egynézetre szánt sírjelek, amelyek főleg a Dunántúlon – Baranya, Somogy, Tolna, illetve Pest megye református temetőiben terjedtek el. Rajtuk egy vastagabb deszka két oldalát szimmetrikusan, íves díszítésekkel fűrészelték ki. Gyakran áttörtek, csipkézett szegéllyel. A Sárközben és a Nyugat-Dunántúlon az így kapott körvonal emberi alakra utal. A típus másik csoportja az egyszerű oszlop, amelynek vízszintes vagy ívelt zárása közvetlenül utal a kő sírtáblákra. Általában kevéssé díszítettek. Legegyszerűbb változataikon a névtáblát függőleges karóra, oszlopra erősítik; ilyenek országszerte megtalálhatóak a legszegényebbek és az idegenek sírjain. A Duna–Tisza közén elvétve és az epitáfiumra utalva epitálfának. A kidőlt fejfát általában a sírba temetik. A gazdátlanokat a rászorultak összeszedik, és fűtenek velük, bár ezt a faluközösség nem nézi jó szemmel, aminek jeleként a hiedelemtörténetekben is elítélő példák szólnak róla. A sírhant fejfával ellentétes oldalán találunk általában két-három egyszerűen megfaragott rudat szúrnak mélyen a földbe – ezek neve Északkelet-Magyarországon lábfa, a Tisza mentén lábtól való fa, Erdélyben kopjafa is. Az ország nagy részén a temetési menetben e rudakon vitték ki a koporsót a temetőbe.

### Szív alakú sírjelek
Sajátos csoport a szív alakú, kőből készült sírjeleké. Főként barokk és rokokó stílű változatok mindenekelőtt a Dunántúlon (a Kisalföldön, a Fertő környékén és a Balaton-felvidéken) terjedtek el; egyebütt jellemzően a jezsuiták befolyásolta környékeken fordulnak elő.
A katolikusok a jel 2/3-át kitevő táblát alakították szív formájúra, és középen keresztet állítottak a tetejére. A reformátusok egyszerűen egy szív alakú táblát állítottak. A legarchaikusabb paraszti darabokat a balatonfüredi, balatonudvari és szigetszentmiklósi református temetőkből ismerjük. Az egyszerűbb szívformák egy csoportja átmenet a klasszikus szív alak és Mózes tábláinak kettős ívvel lezárt formája között.

### Jel nélküli sírok

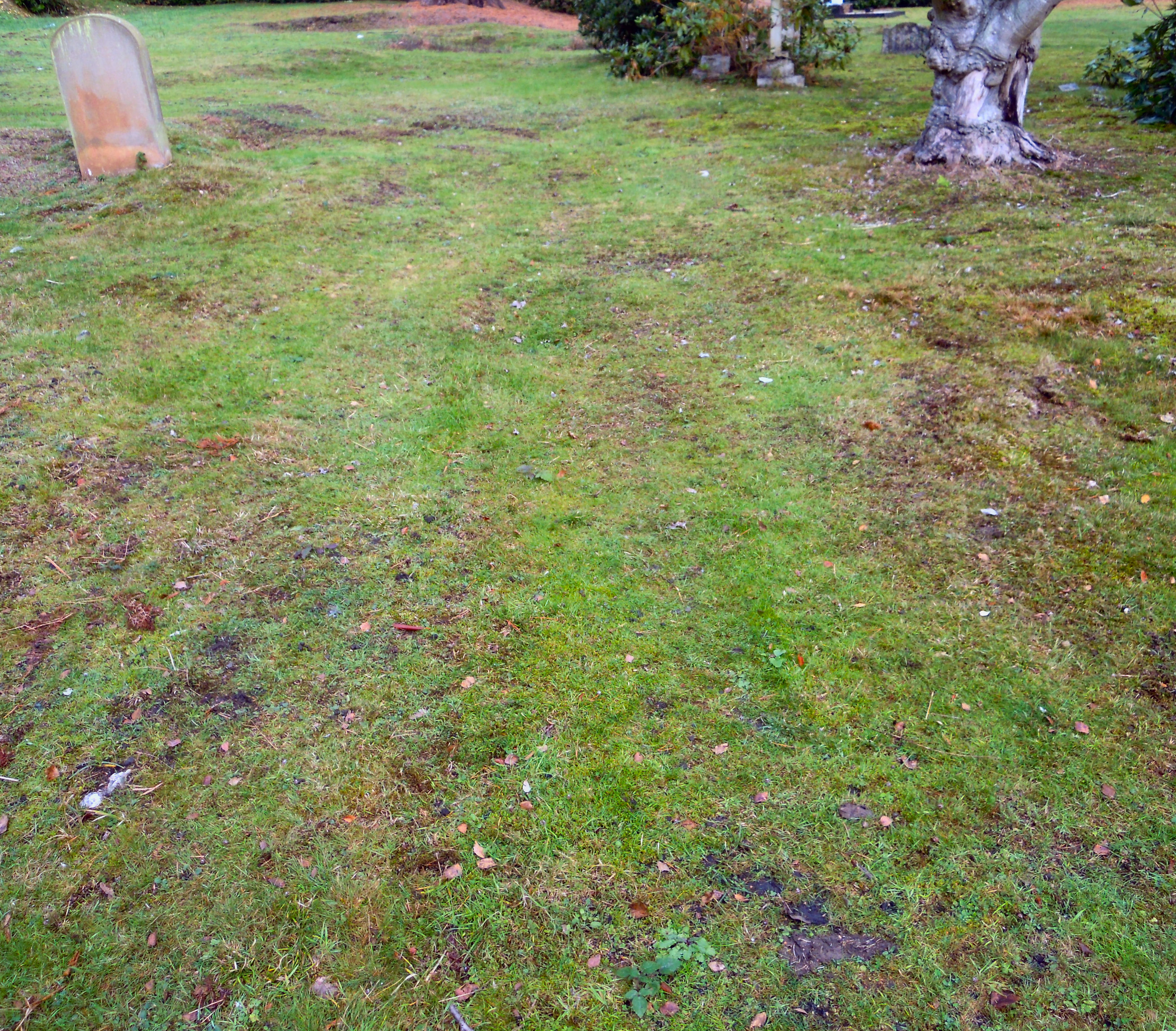
Llewellyn Cadwaladr jelöletlen sírja a Brookwood temetőben (London)

A magyar hagyománynak részei olyan sírok is, amelyeken nincs jel – vagy ha van, az faragatlan, megmunkálatlan. A kisgyermekek sírját például sokszor nem jelölték, és csak szülei, főként az őt eltemető apa, keresztapa tudták, hogy melyik gyeppel benőtt halmocska alatt nyugszik a kis halott. Magyarszováton a fiatalon elhunytak sírjára nem faragott sírjelet tettek, hanem tavasszal szépen virágzó gyümölcsfát ültettek fölébük.